# Estadio Rafael Mendoza Castellón
El Estadio Rafael Mendoza Castellón es un recinto deportivo de propiedad privada del Club The Strongest de Bolivia, ubicado en la zona de Achumani en el Macrodistrito Sur de la ciudad de La Paz a una altitud de 3502 m s. n. m. Fue inaugurado el 16 de julio de 1986 en homenaje a la fundación de la ciudad de La Paz. 
En el estadio se juega también algunos partidos de la Liga del Fútbol Profesional Boliviano (LFPB). Cabe mencionar que el Club The Strongest es el único equipo de primera división que cuenta con escenario propio habilitado para partidos oficiales.
El nombre se le dio en homenaje a don Rafael Mendoza Castellón (1924-2002) histórico Presidente del Club.  El estadio tiene una capacidad de 14 000 personas y es el lugar de entrenamiento del equipo titular del club y a su vez forma parte del Complejo Deportivo The Strongest.
Cumple con todas las normas impuestas por la FIFA para la realización de partidos oficiales tanto a nivel nacional como internacional. En la actualidad, el Rafael Mendoza Castellón es el décimo séptimo (17) estadio de futbol más grande Bolivia
Las medidas del campo hacen que sea una de las canchas más grandes de Bolivia superando a las del Estadio Hernando Siles, principal escenario deportivo del país.

## Historia

### Antecedentes
Cuando The Strongest se fundó en 1908, los partidos de football se realizaban en las plazas y parques de la ciudad, siendo las principales la Plaza San Pedro y la Pampita de la Tejería.
Sin embargo, ante el incremento de la afluencia de público a los partidos, se decidió optar por un recinto más adecuado, y es así que la Familia Ernst, decide alquilar una propiedad suya ubicada en la actual Avenida Arce a la recientemente fundada Asociación de Fútbol de La Paz. Es así que para 1914, The Strongest jugaba la mayoría de sus partidos en esta cancha, llamada popularmente Campo de la Avenida Arce.
Pero prontamente surgieron graves diferencias entre los propietarios de dicho campo y los dirigentes del fútbol 'paceño' y en 1918 se tienen que suspender los partidos por "falta de canchas", no reanudándose las competiciones balompedísticas hasta 4 años después, cuando la LPFA traslada su actividad al antiguo Hipódromo Nacional.
Es en 1930 cuando se construye el primer Estadio de Bolivia en la ciudad de La Paz y The Strongest lo inaugura el 16 de enero con una victoria sobre su clásico rival y desde entonces juega allí sus principales partidos de fútbol.
Sin embargo, el deseo de la masa societaria, era el de contar con un recinto propio. Es así que cuando finalizaba la Guerra del Chaco surge la primera propuesta seria de crear un "Complejo Deportivo y Social The Strongest" para lo cual se busca un terreno idóneo y se invita al Ingeniero Felipe Murguía, socio del Club, a que coadyuve en la elaboración de los planos. Estos están preparados hacia comienzos del año 1936 detallándose toda clase de ambientes, aparte de la cancha principal, con todas las comodidades para la práctica del deporte y para la administración del Club e incluso se solicita al insigne escultor paceño, don Gallardo Calderón, también socio stronguista, a que elabore una escultura que adornaría los patios. 
En 1940, durante la presidencia de don Gustavo Carlos Otero se plasma por fin el anhelo de los socios y se construye el primer estadio propiedad del Club The Strongest en la actual zona de Tembladerani, en unos terrenos propiedad del presidente. Además de los ambientes dichos anteriormente, el Estadio contaba con una capacidad de 5000 personas y todas las comodidades propias de un recinto deportivo como duchas, vestuarios y baños. Sin embargo a mediados de esa misma década, una gran mazamorra de tierra se llevó todo el trabajo realizado.
Ante el peligro de nuevas catástrofes en la zona, se decide cambiar de emplazamiento, y la Alcaldía de La Paz ofrece al Club un intercambio de terrenos. La Alcaldía paceña se quedó con los terrenos de Tembladerani, donde actualmente se encuentra el "Mercado Strongest" y a cambio le cedió unos terrenos en la zona de Alto Obrajes. Sin embargo la nueva zona tampoco era la más idónea.
El 26 de septiembre de 1969 se producía la Tragedia de Viloco en la que el Club The Strongest perdía a todo su primer plantel, incluyendo al director técnico, convocándose posteriormente a grandes personalidades y dirigentes históricos del Club con la intención de recuperar al Club que quedó en grave riesgo de desaparición.
Es así que ni bien terminados los funerales y los homenajes, don Rafo Mendoza se puso manos a la obra y comenzó a recabar fondos y a contactar a las autoridades pertinentes con el fin de reconstruir el Club.
Gracias a sus gestiones se logró reunir una considerable suma de dinero y toda clase de contribuciones al Club. Entre ellas estuvo la sesión de 50 000 m² de propiedad de la Municipalidad Paceña y la supresión de la carga impositiva del Club por los siguientes 5 años. El 7 de marzo de 1970 se llevaría a cabo la firma de los contratos.
Es así que el 16 de diciembre de 1977 se firma contrato con la empresa constructora Inchauste Zárate que comenzó las obras tanto del nuevo Estadio como de las canchas de las demás ramas deportivas del Club y el resto del Complejo Deportivo.

### Inauguración y partidos más importantes
El 9 de abril de 1972 se inaugura la cancha de césped natural que fue el primer paso en la construcción del Estadio.
El 16 de julio de 1986 se inaugura el nuevo Complejo Deportivo con la entrega del Estadio denominado 'Rafael Mendoza Castellón' en honor a su principal impulsor.
En 1987 el Estadio acoge su primer partido internacional cuando se enfrentaron The Strongest y Peñarol el 12 de abril.
En 1991 se jugó el primer partido oficial. El 21 de abril se jugó el partido The Strongest contra Always Ready con victoria del local por 3 goles a 0. El primer gol oficial fue marcado por el stronguista Álvaro Peña en aquel partido. Desde entonces se han disputado 20 partidos oficiales donde se anotaron 53 goles.
En 1991 se realizó una serie de reformas y mejoras generales en todo el Complejo, que incluyeron el Estadio, con cambio de césped y mejora de vestuarios.
El 11 de septiembre de 2011 se produce la goleada más abultada de la historia de este recinto cuando The Strongest venció a Real Mamoré por 9 goles a 1 por la 3ª jornada del Torneo Apertura 2011-12 de la Liga, marcándose también el primer Hat-trick de la historia de este Estadio, obra de Rodrigo Ramallo.
En 2014 se marcó el gol número 50 anotado por el Pájaro Escobar en el partido que su equipo The Strongest le ganó a Blooming por 4 a 0 en el Torneo Apertura 2014.
En 2015 se ha proyectado una mejora del transporte con la zona Sur de la ciudad que incluye una línea de 'Puma Katari' (una moderna línea de autobuses urbanos) que llegue hasta las mismas puertas del Complejo, así como se planea que la línea Marengo del Teleférico de La Paz llegue también hasta la Zona de Achumani facilitando así de mayor manera los accesos hasta el Estadio.
El 18 de junio de 2017 se inauguran las luminarias que constan de 4 torres con 50 focos cada una, lo que permite que por primera vez el Estadio pueda ser usado en horario nocturno. Las obras comenzaron con la promesa del Gobierno boliviano de financiar este proyecto en diciembre de 2015. El 22 de septiembre de 2016 comienzan las obras que elevaron 4 torres y que se concluyó a mediados de noviembre de aquel mismo año. Posteriormente se realizaron diversas pruebas y en febrero de 2017 las luminarias eran plenamente funcionales después de haber realizado todas las pruebas pertinentes. Para la gran inauguración además se arregló y pintó de gualda y negro, toda la fachada del recinto, además de asfaltar y mejorar las zonas aledañas. Entre las mejoras también se cuenta el traslado de una hermosa estatua de un Tigre antropomorfo que con una acrobática chilena patea un balón en la parte baja de una de las torres, así como también el traslado del busto del Chupa Riveros que ahora resguarda uno de los accesos. Por último se colocó el Escudo del Club en el frontis principal.
Por otra parte, se planea ampliar la capacidad del 'Rafael Mendoza' hasta treinta mil personas, así como una cubierta para las graderías y butacas para todos los asientos. Aunque el plan lleva mucho tiempo postergado, no se abandona para nada la idea, que junto con el mejoramiento del transporte por parte de la alcaldía, posibilitarían que The Strongest juegue todos sus partidos allí.

## Eventos
En el "Rafo Mendoza" se han llevado a cabo muchos partidos entre oficiales y amistosos, tanto del torneo local, como partidos internacionales, aunque de estos últimos de carácter amistoso, ya que cumple con todos los requerimientos de la FIFA para poder llevar a cabo estos encuentros.
Aparte de The Strongest, es usado frecuentemente por equipos de la Asociación Paceña de Fútbol para algunos partidos.
Recientemente también se jugó en él, la primera fase de la primera versión de la Copa de Altura Sub-16, organizada por la Prefectura de La Paz, para los partidos del grupo B conformado por los equipos de The Strongest, Aurora de Cochabamba, Blooming de Santa Cruz y el Corinthians de Brasil.
Desde su renovación en conjunto con el Complejo Deportivo The Strongest en 1991, el estadio es también usado para conciertos y festivales, entre los que destacan artistas y bandas como David Guetta, Ricardo Arjona, Tercer Cielo.